# Cikloida
Cikloida je transcendentna ravninska krivulja (analitička funkcija koje nije algebarske, a takve su na primjer trigonometrijske, logaritamske, eksponencijalne i hiperbolne funkcije) što je opisuje neka točka ravnine zadane kružnice s kojom je ta točka u čvrstoj vezi kada se kružnica kotrlja bez klizanja po zadanom pravcu (zvanome baza). Ako je pritom točka na kružnici, nastaje obična cikloida, a ako je točka unutar ili izvan kružnice, nastaje skraćena cikloida ili produžena cikloida. 
Cikloida je periodička krivulja određena parametarskim jednadžbama: 
{\displaystyle x=a\cdot t-d\cdot \sin t}
{\displaystyle y=a-d\cdot \cos t}
gdje je: a - polumjer kružnice koja se kotrlja, a d - udaljenost točke od njezina središta. 
Cikloida ima niz važnih primjena u fizici i tehnici, jer je ona na primjer tautokrona i brahistokrona. Ako je baza po kojoj se kotrlja kružnica i sama kružnica, nastaju epicikloide i hipocikloide.
Jednadžbu tangente cikloide u svakoj točki je geometrijskim putem odredio talijanski matematičar Vincenzo Viviani (prije pronalaska infinitezimalnog računa).

## Tautokrona
Tautokrona je krivulja u okomitoj ravnini zakrivljena tako da, neovisno o početnom položaju, omogućuje istodobni dolazak na cilj materijalnim točkama koje bi pod utjecajem gravitacije po njoj klizile bez trenja. Matematički, to je cikloida.
Huygensovo njihalo je savitljivo njihalo koje njihajima opisuje tautokronu. Njime je Christiaan Huygens pokušao riješiti problem različitih perioda titranja za različite amplitude krutog satnog njihala, no pokazalo se da savijanje unosi preveliku grešku.

## Brahistokrona
Brahistokrona (grč. βράχıστος: najkraći i χρόνος: vrijeme) je ravninska krivulja što spaja dvije točke različitih visina u gravitacijskom polju po kojoj bi materijalna točka, gibajući se bez trenja samo pod utjecajem sile teže, za najkraće vrijeme stigla iz više točke u nižu. Ta je krivulja cikloida, odnosno u degeneriranom slučaju, ako su točke jedna iznad druge, pravac.

## Epicikloida
Epicikloida je algebarska ravninska krivulja šestoga reda koju opisuje točka kružnice polumjera r pri kotrljanju bez klizanja po nepomičnoj kružnici polumjera R s njezine vanjske strane. Oblik epicikloide ovisi o omjeru polumjera veće i manje kružnice R i r. Ako je omjer polumjera n = R/r prirodni broj, epicikloida se sastoji od n sukladnih lukova koji se sastaju u obliku šiljka na kružnici. Ako su kružnice jednakih polumjera r = R nastaje kardioida.

## Hipocikloida
Hipocikloida je ravninska krivulja koju opisuje točka neke kružnice, ako se kružnica kotrlja po unutarnjoj strani druge kružnice. Posebni oblici te krivulje ovise o odnosima polumjera obiju kružnica. Tako na primjer ako je R = 3r, nastaje Steinerova hipocikloida s trima šiljcima; ako je R = 4r, nastaje astroida s četirima šiljcima, gdje je R polumjer nepomične veće kružnice, a r polumjer manje kružnice koja se kotrlja.